# Under Cover
Under Cover er en amerikansk stumfilm fra 1916 af Robert G. Vignola.

## Medvirkende
- Hazel Dawn som Ethel Cartwright.
- Owen Moore som Steven Denby.
- William Courtleigh Jr. som Monty Vaughn.
- Ethel Fleming som Amy Cartwright.
- Frank Losee som Dan Taylor.